# Agnieszka Mrozińska

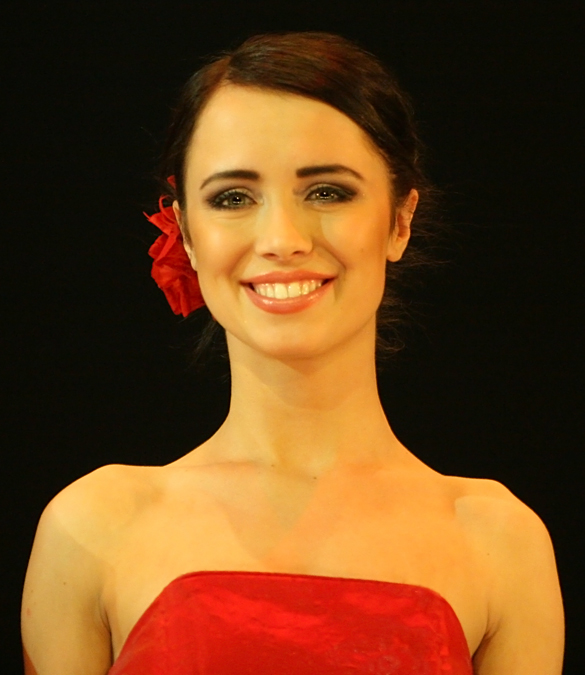
Agnieszka Mrozińska (2009)

Agnieszka Mrozińska, primo voto Jaszczuk (ur. 10 kwietnia 1989 w Zawierciu) – polska aktorka teatralna, filmowa, dubbingowa, producentka filmowa, wokalistka i tancerka.

## Życiorys
Jest absolwentką XCVI Liceum Ogólnokształcącego im. Agnieszki Osieckiej w Warszawie. Ukończyła studia aktorskie w WSKiMS im. Jerzego Giedroycia w Warszawie, uzyskując tytuł magistra sztuki i dyplomowanej aktorki. Podyplomowo ukończyła także Produkcję Filmową i telewizyjną na Uczelni Łazarskiego w Warszawie.
Przez 11 lat była związana z Teatrem Muzycznym „Roma”. Jest aktorką dubbingową; użyczyła głosu bohaterkom polskojęzycznej wersji produkcji Disney Channel: Mitchie Torres w filmach Camp Rock (2008) i Camp Rock 2: Wielki finał (2010), Allison „Sonny” Munroe w serialu Słoneczna Sonny (2009–2011) oraz tytułowej bohaterce serialu Violetta (2012–2015) i filmu Tini: Nowe życie Violetty (2016). Ponadto podłożyła głos Rainbow Dash w kilku sezonach serialu My Little Pony: Przyjaźń to magia (od 2010) i w filmie My Little Pony: Equestria Girls (2013).

## Życie prywatne
Była żoną Piotra Jaszczuka, z którym ma córkę, Nadię (ur. 2012). W 2021 wyszła za projektanta mody, Alexa Caprice.

## Polski dubbing
- 2004: Wirtualny ideał
- 2005–2008: O rety! Psoty Dudusia Wesołka –
  - Zyzio,
  - Mikuś
- 2006–2007: Klasa 3000 – Li’l D
- 2006–2010: Hannah Montana – Theresa (odc. 69)
- 2006, 2010, 2019: Szczypta magii – Tom
- 2007–2008: Animalia
- 2008: Suite Life: Nie ma to jak statek – Bailey Pickett
- 2008: Camp Rock – Mitchie Torres
- 2008: Słoneczna Sonny – Allison „Sonny” Munroe
- 2008: Ni Hao Kai Lan – Kai Lan
- 2008: Trzecia, róg Ptasiej
- 2008: Opowieści dziwnej treści: Złotowłosa i trzy misie
- 2009: Bakugan: Młodzi wojownicy – Tatsuya
- 2009: Scooby Doo i miecz samuraja
- 2009: Scooby-Doo: Strachy i patałachy – Velma
- 2009: Program ochrony księżniczek – Rosalinda
- 2009–2010: K-On! - Ritsu Tainaka
- 2009: Brygada – Yuki (odc. 11)
- 2009: Wirtualny ideał – Samantha
- 2009: Gwiezdny zaprzęg – Astro Spalding
- 2010: Ja w kapeli – Bertha Serta
- 2010: Camp Rock 2: Wielki finał – Mitchie Torres
- 2010: Scooby Doo: Wakacje z duchami – Trudy
- 2010: Ciekawski George 2
- 2010: Umizoomi
- 2010–2011: Przyjaciele z Kieszonkowa – Mała Lwiczka
- 2011: Scooby-Doo: Klątwa potwora z głębin jeziora – Velma
- 2011: Weź Tubę na próbę – Kitty
- 2011: My Little Pony: Przyjaźń to magia – Rainbow Dash
- 2011: Moja niania jest wampirem (film) – Sarah
- 2011: Moja niania jest wampirem (serial) – Sarah
- 2011: Z innej beczki – Debby Ryan (odc. 19)
- 2011: Dolina Koni – Noni (odc. 28-32, 34, 36, 38-39)
- 2011: Gawayn – Elspeth
- 2011: Chuck i przyjaciele – Biggs
- 2011: Nie ma to jak bliźniaki: Film – Bailey Pickett
- 2011: Scooby-Doo i pierwsze strachy – Velma
- 2012: Bunt FM
- 2012: Tess kontra chłopaki
- 2012: Miś Muki – Muki
- 2012: Level Up
- 2012: PopPixie
  - Digit,
  - Mama Damiana (odc. 17),
  - Nimfea
- 2012: Wyśpiewać marzenia
- 2012: Świat słów – Kangurzyca
- 2012: Hotel Transylwania – Mavis
- 2013: Wkręty z górnej półki – Debby Ryan (odc. 1)
- 2013: Violetta – Violetta Castillo
- 2013: Henio Tulistworek – Henio Tulistworek
- 2013: My Little Pony: Equestria Girls – Rainbow Dash
- 2013–2014: Grachi – Mecha
- 2014: Ever After High – Cedar Wood
- 2014: Xiaolin – Ping pong
- 2014: Tom i Jerry – epizody
- 2014: Kacper i Emma – najlepsi przyjaciele – Pani Królik
- 2014: Equestria Girls – Rainbow Dash
- 2014: Alpha & Omega – Runt
- 2014: Binny and The Ghost – Accomplice
- 2014: Agi Bagi – Szef Bagingow, Bagingi
- 2014: Kacper i Ada – Eryk
- 2014: Siostry wampirki – Dakaria Tepes
- 2014–2015: Henio Tulistworek
- 2014: My Little Pony: Przyjaźń to magia (sezon 4) – Rainbow Dash
- 2015: Pszczółka Maja – Max
- 2015: Wiking Vic – Vic
- 2015: Hotel Transylwania 2 – Mavis
- 2015: Equestria Girls 2 – Rainbow Dash
- 2015: Kacper i Emma – zimowe wakacje – Pani Królik
- 2015: Truskawkowe Ciastko: Niezwykłe przygody – Cierpka
- 2015: My Little Pony: Przyjaźń to magia (sezon 5) – Rainbow Dash
- 2015: Galaktyka Super Smyka – Serafina, budownicza Basia
- 2015: DinoTrucks – Aś
- 2015: Sonic Boom – Sticks
- 2015: Dorwać ASA – Becky
- 2016: Tini: Nowe życie Violetty – Violetta Castillo / Tini
- 2016: Zanim się pojawiłeś – Louisa Lou Clark
- 2016: Harmidom –
  - Harma Harmidomska,
  - męski odpowiednik Harmy (odc. 23a)
- 2016: Sekretne życie zwierzaków domowych – Bridget
- 2017: Hotel Transylvania: Serial – Meduza
- 2019:  Sekretne życie zwierzaków domowych 2 – Bridget
- 2019: AwanturNick
- 2019: Scooby Doo – Halsey
- 2019: Angry Birds: Film 2 – Silver
- 2019: Sadie Sparks – Sadie
- 2019: Scooby Doo – Simone

## Teatr
- Deszczowa piosenka – swing wokalny
- Les Misérables – zespół wokalny
- Upiór w operze – Meg Giry/zespół wokalny
- Koty – Pumpernikiel, I Tak Daley/Żyleta
- Akademia pana Kleksa – zespół
- High School Musical – Gabriella
- Mamma Mia! (musical) – Ali/zespół wokalny
- Alladyn Junior  – zespół wokalny
- Jaś i Małgosia  – Małgosia
- Ale Musicale  – Frenchy /zespół wokalny
- Najlepsze z Romy  – Frenchy /zespół wokalny
- Uczta z sekretem  – Magnatka
- Zamiana – Connie Lavelle
- Miłosna Pułapka – Joanna Galewicz Lavelle
- Sielska Wpadka – Dżina
- Tajemnice nocnego tramwaju – Lena
- Śnieżna kraina – Elfka Alvina
- Pomoc domowa— Pszczółka
- Królowa — Gerda
- Dziewczynka z zapałkami — Dziewczynka z zapałkami
- Księżniczka na ziarnku grochu - Księżniczka
- Baby shower — Patrycja
- Co ze świętami — Lena
- Co ze świętami2 - Elfka

## Reklamy
- 2019: Surf – Surf pierze, Ty pachniesz! – kobieta
- 2018: Faktoria Win – córka
- 2018: Lidl Polska – unboxing, testerka sprzętów
- 2016: Ibufen – ciocia
- 2015: Activia – Podejmij wyzwanie Activii! – kasjerka
- 2015: Orange – Szczęśliwi czasu nie liczą – kobieta
- 2014: SYFY Channel – superagentka

## Filmografia
- 2009: Niania – młoda Apolonia (odc. 130)
- 2011: Barwy szczęścia – uczennica z klasy Dawida
- od 2013: Na dobre i na złe – pielęgniarka Ania
- 2014: Barwy szczęścia – Neśka
- 2015: Uwikłani – Julia Stasińska vel Ratyńska
- 2015: Słaba płeć? – pacjentka Haliny
- 2015: Ojciec Mateusz – Ewa (odc. 183)
- 2015: Disco polo – laska z Hotelu „Venecja”
- 2016: Belfer – Pielęgniarka (odc. 5, 7, 8)
- 2017: Film o Butach – Mia
- od 2017: Barwy szczęścia – Mariola Kłos
- 2018: Za marzenia – aktorka (odc. 2)
- 2019: Chyłka – Pielęgniarka Wanda (odc. 2, 4)
- 2019: Łowcy cieni. Pod presją – Maryśka
- 2020: Archiwista – Kamila Macias
- 2020–2021: Na Wspólnej – Sonia Bradnik